# Rush Rush
《Rush Rush》是美國女歌手寶拉·阿巴杜在1991年5月發行的單曲，這首單曲曾獲美國單曲榜和成人抒情榜各5週冠軍，是寶拉·阿巴杜第五首全美冠軍單曲，也是她成績最好的歌曲。

## 歌曲資料

### 單曲簡介
〈Rush Rush〉是從寶拉·阿巴杜第二張個人專輯《意亂情迷》（英語：Spellbound）推出的首支單曲，這首單曲有別於寶拉·阿巴杜之前擅長的流行舞曲，是首旋律優美的抒情歌曲。〈Rush Rush〉以簡單的節奏作為開始，再層層堆疊加入和聲及伴奏，意在烘托寶拉·阿巴杜獨特的唱腔。

### 音樂影片
〈Rush Rush〉的音樂影片仿拍詹姆斯·狄恩經典名片《養子不教誰之過》中的橋段，寶拉·阿巴杜化身為片中的女主角娜妲麗·華，梳著復古的髮型和身著復古的洋裝，男主角更找來當時尚未成名的基努·李維擔綱演出，唯美的畫面搭配上弦樂聲，更顯整首歌曲的浪漫優雅氣息。

### 商業成績
〈Rush Rush〉於1991年5月11日進入單曲榜內，首週成績為第36名，由於這首單曲後勁極強，1991年6月15日就登上單曲榜冠軍寶座並蟬連了5週冠軍，成為寶拉·阿巴杜成績最好的美國冠軍曲。〈Rush Rush〉是寶拉·阿巴杜第5首美國冠軍單曲，它在單曲榜內待了19週，在1991年告示牌年終百大單曲排名第4名。〈Rush Rush〉在6月29日也登上成人抒情榜的榜首，同樣也蟬連了5週冠軍，它在抒情榜內共停留了27週之久。
〈Rush Rush〉在英國單曲榜最高成績為第6名。
〈Rush Rush〉在2013年美國告示牌遴選「Hot 100 55th Anniversary: The All-Time Top 100 Songs」中排名第70名。
〈Rush Rush〉在2014年5月告示牌遴選「Summer Songs 1991: The Top 10 Tunes of Each Summer」中排名第2名。也在同年10月該雜誌遴選的「The Top 20 Billboard Hot 100 Hits of the 1990s」中排名第16名。
2016年告示牌雜誌遴選「Greatest of All Time Hot 100 Singles」，〈Rush Rush〉位居第74名。